# Чемпионат мира по футболу 1990 (межконтинентальные стыковые матчи)
В межконтинентальных стыковых матчах по принципу «дома и в гостях» за право играть в финальной стадии чемпионата мира в Италии приняли участие представители Южноамериканской конфедерации и Конфедерации футбола Океании. В матчах, состоявшихся 15 и 30 декабря 1989 года, приняли участие сборная Колумбии и сборная Израиля, которая по политическим причинам проходила отбор от Океании. По итогам двухматчевого противостояния колумбийцы оказались сильнее и впервые с 1962 года отобрались на чемпионат мира.

## КОНМЕБОЛ vs ОФК
| Команда 1 | Итог | Команда 2 | 1-й матч | 2-й матч |
| --------- | ---- | --------- | -------- | -------- |
| Колумбия  | 1:0  | Израиль   | 1:0      | 0:0      |

### Матчи
| 15 декабря 1989, 15:30 UTC-5 | \| Колумбия \| 1:0 \| Израиль \| \| Усуриага 73′ \| Голы \| \| | Метрополитано Роберто Мелендес, Барранкилья Зрителей: 65 000 Судья: Мишель Вотро |
| Колумбия                     | 1:0                                                            | Израиль                                                                          |
| Усуриага 73′                 | Голы                                                           |                                                                                  |

| 30 декабря 1989, 19:00 UTC+2) | \| Израиль \| 0:0 \| Колумбия \| | Рамат-Ган, Тель-Авив Зрителей: 50 000 Судья: Эдгардо Кодесаль |
| Израиль                       | 0:0                              | Колумбия                                                      |